# Eduardo Aranda
Eduardo Aranda (28 januari 1985) is een Paraguayaans voetballer die als middenvelder speelt bij JEF United Chiba.

## Clubcarrière
Eduardo Aranda begon zijn carrière bij Rampla Juniors in 2006. Eduardo Aranda speelde voor Rampla Juniors, Liverpool, Nacional, Defensor Sporting, Olimpia en Vasco da Gama. Eduardo Aranda tekende bij JEF United Chiba in 2016.

## Paraguayaans voetbalelftal
Eduardo Aranda maakte op 9 juni 2012 zijn debuut in het Paraguayaans voetbalelftal tijdens een kwalificatiewedstrijd voor het wereldkampioenschap voetbal 2014 tegen Bolivia. Eduardo Aranda nam met het Paraguayaans voetbalelftal deel aan de Copa América 2015.

## Statistieken
| Paraguayaans voetbalelftal | Paraguayaans voetbalelftal | Paraguayaans voetbalelftal |
| Jaar                       | Duels                      | Goals                      |
| -------------------------- | -------------------------- | -------------------------- |
| 2012                       | 1                          | 0                          |
| 2013                       | 0                          | 0                          |
| 2014                       | 0                          | 0                          |
| 2015                       | 4                          | 0                          |
| Totaal                     | 5                          | 0                          |